# Gerhard Metz (Unternehmer)
Gerhard Metz (* 17. Mai 1935; † 11. November 2014) war ein deutscher Unternehmer.

## Leben
In seiner Heimat Mecklenburg-Vorpommern machte Metz zunächst eine Lehre als Schlosser, absolvierte dann ab 1953 drei Ingenieurstudiengänge und war einer der ersten DDR-Ingenieure für Flugzeug-Strahltriebwerke. Als die DDR Anfang 1961 ihr eigenes Flugzeugbauprogramm strich, war für Metz und seine Frau der Wechsel in den Westen nicht nur eine berufliche Frage. Die Flucht kurz vor dem Mauerbau nach West-Berlin führte die Familie schließlich nach Nürtingen, wo Gerhard Metz Arbeit als Triebwerk-Prüfstand-Ingenieur fand.
Die nächste Station war eine Anstellung bei der Firma Hildebrand in Oberboihingen im Jahr 1966, wo er zunächst als Assistent der Geschäftsführung, dann als Konstruktionsleiter und stellvertretender Geschäftsführer aufstieg. Dort entwickelte Metz erste Anlagen zur Trocknung von Oberflächenbeschichtungen mittels ultraviolettem Licht. Diese Anlagen waren so erfolgreich, dass zunächst unter der Regie der Firma Hildebrand und ihres Partners Werner & Pfleiderer mit der STG ein eigenes Unternehmen gegründet wurde, das Gerhard Metz beim Konkurs der Firma Hildebrand 1982 übernahm. 
In den Folgejahren stiegen Umsatz- und Mitarbeiterzahlen.
Metz wird vom "Journal für Oberflächentechnik" als Pionier der UV-Branche bezeichnet, der maßgeblich an der Etablierung der Technik beteiligt gewesen sei. Heute beschäftigt die IST Metz-Gruppe über 550 Mitarbeitern in 16 weltweit agierenden Unternehmen.

## Auszeichnungen
- Im Jahr 2000 bekam Gerhard Metz die Wirtschaftsmedaille in Anerkennung der Verdienste um die Wirtschaft des Landes Baden-Württemberg verliehen.[4]
- 2001 erfuhr er eine Würdigung seines Lebenswerks und wurde zum Ehrenvorsitzenden des Verbands Deutscher Maschinen- und Anlagenbau (VDMA), Fachabteilung Oberflächentechnik, ernannt.[3]